# 高瀬郁子
高瀬 郁子（たかせ いくこ、1973年8月3日 - ）は、日本の女優、声優。
茨城県出身。血液型A型。身長158cm。
土浦日本大学附属高校卒業
日本大学芸術学部卒業
劇団BQMAP（1996年 - ）所属。

## 出演作品

### テレビアニメ
1998年
- こちら葛飾区亀有公園前派出所（女、猫の目窃盗団、女性、婦警、主婦）

1999年
- メダロット（海水浴客）

2000年
- こちら葛飾区亀有公園前派出所（娘）

2004年
- 愛してるぜベイベ★★（まりかママ）
- レジェンズ 甦る竜王伝説（OL）

2005年
- ジパング（芸者）

### 吹き替え
- カエルになった王子様（イェー・テンユ〈陳喬恩〉）

### 舞台
- 1998年1月 ミュージカル「ケロケロちゃいむ」
- 1998年10月 ラフカット'98「溝呂木秋彦の憂鬱」
- 1999年8月 青山円形劇場＋劇団☆新感線プロデュース「リトルセブンの冒険」
- 1999年12月 ミュージカル[センチメンタルタイガー]
- 2000年11・12月 Gem Stoneプロデュース「溝呂木秋彦の憂鬱・横綱はエクソシスト」
- 2001年月 鷺沢萠プロデュース「バラ色の人生」
- 2002年9月 鷺沢萠プロデュース「ビューティフル・ネーム」
- 2003年4月 おのまさしあたあ「デイ・トリッパーなに見て跳ねる」
- 2003年7月 「コミック・ジャック」（奥村直義 脚本・発砲きだ氏 演出作品）
- 2004年6月 鷺沢萠プロデュース「ウェルカム・ホーム！」
- 2004年7月 TEAM発砲B・ZIN「カケルエックスデラックス」
- 2005年3月 ミュージカル「ギャラクシーエンジェル」 - ロワール 役、ほか
- 2007年8月 Tomotaka プロデュース「イヌガミ戦記」

### CM
ラジオ
- スーパーオートバックス

テレビ
- アリコジャパン
- ダスキン クリーンレディ つづける「メリーメイド」篇